# 相沢あい
相沢 あい（あいざわ あい）は、日本のコラムニスト、クリエイティブディレクター、プロデューサーである。

## 来歴
福岡県生まれ。久留米信愛女学院高等学校に通う傍ら、地元福岡の出版社でライター活動を開始。早稲田大学人間科学部進学後は、大手出版社にて執筆活動を行い、2004年にミスインターナショナル日本ファイナリストに選出。美の親善大使を受賞。ライターを続けながら、レポーター、レースクイーン、MC、All About 恋愛ガイドとしてTV出演も行っている。

## 人物
- 「恋愛コラムニスト」という肩書きを使っている[1]。
- 美肌の持ち主で、以前はSK-Ⅱのショーモデルだった。普段はファンデーションを全く塗らない[2]。
- 2015年にAll Aboutと日本エスニック協会の共同調査「パクチーに関する調査」から、「パクチー女子」を提唱し、パクチーを好む女性とパクチーの共通点からペルソナを定義した。

## 過去の出演

### テレビ
過去の出演
- 恋のダメ出しクリニック～女心を教えてあげる～（2011年1月2日、東海テレビ）
- Rの法則（2011年6月22日・7月20日、NHK教育）
- サタデーバリューフィーバー（2012年3月31日、日本テレビ）
- お願い！ランキング（2014年4月16日 - 2015年3月11日、テレビ朝日） 美人ライターシリーズレギュラー
- ニュースウオッチ9（2016年12月5日、NHK総合）
- 噂の現場急行バラエティー レディース有吉（2019年5月28日、フジテレビ）
- バカリズムの30分ワンカット紀行 台東区「東上野」編（2019年7月6日（5日深夜）、BSテレ東）
- 有吉のお金発見 突撃！カネオくん（2019年11月16日、NHK総合 ）